# Jura (departament)
Jura este un departament în estul Franței, situat în regiunea Burgundia-Franche-Comté. Este unul dintre departamentele Franței create în urma Revoluției franceze din 1790. Este numit după Munții Jura, ce ocupă o bună parte din departament.

## Localități selectate

### Prefectură
- Lons-le-Saunier

### Sub-prefecturi
- Dole
- Saint-Claude

## Diviziuni administrative
- 3 arondismente;
- 34 cantoane;
- 544 comune;